# Unione Sportiva Cremonese 1920-1921
Questa pagina raccoglie le informazioni riguardanti l'Unione Sportiva Cremonese nelle competizioni ufficiali della stagione 1920-1921.

## Stagione
Nel campionato di Prima Categoria Lombarda 1920-1921 la Cremonese disputa il girone B lombardo. Si piazza terza posizione dietro al Milan e alla Pro Patria.
Disputa in seguito il "Torneo di Consolazione", torneo facoltativo riservato alle squadre non ammesse alle finali regionali di Prima Categoria organizzato dal Comitato Regionale Lombardo che fornì gli arbitri ufficiali, piazzandosi seconda nel girone A dietro la Juventus Italia.

## Rosa
| N. |                   | Ruolo | Calciatore      |
| -- | ----------------- | ----- | --------------- |
|    | Italia (bandiera) | C     | Mario Antonioli |
|    | Italia (bandiera) | A     | Ardigò I        |
|    | Italia (bandiera) | C     | Pietro Bonzio   |
|    | Italia (bandiera) | C     | Cottarelli      |
|    | Italia (bandiera) | A     | Italo Defendi   |
|    | Italia (bandiera) | D     | Ferrario        |
|    | Italia (bandiera) | P     | Ettore Gandi    |
|    | Italia (bandiera) | C     | Guardiani       |
|    | Italia (bandiera) | A     | Piero Lombardi  |

| N. |                   | Ruolo | Calciatore          |
| -- | ----------------- | ----- | ------------------- |
|    | Italia (bandiera) | D     | Mainardi II         |
|    | Italia (bandiera) | A     | Ettore Papadia      |
|    | Italia (bandiera) | A     | Andrea Poli         |
|    | Italia (bandiera) | A     | Giovanni Puerari    |
|    | Italia (bandiera) | D     | Ottorino Ravani     |
|    | Italia (bandiera) | D     | Attilio Ravani      |
|    | Italia (bandiera) | C     | Secondo Talamazzini |
|    | Italia (bandiera) | C     | Attilio Tornetti    |
|    | Italia (bandiera) | A     | Zini IV             |

## Risultati

### Prima Categoria

#### Girone di B lombardo

##### Girone di andata
| Arbitro: | Muttoni (Treviglio) |

|             |           |                        |
| Defendi 80’ | Marcatori | 10’ Azzimonti 33’ Tosi |

| Arbitro: | Leida (Cremona) |

|                |           |                       |
| Bozzi 43’, 45’ | Marcatori | 3’ Papadia 65’ Bonzio |

| Arbitro: | Rusconi (Milano) |

|  |           |             |
|  | Marcatori | 11’ Defendi |

##### Girone di ritorno
| Arbitro: | Livraghi (Milano) |

|                               |           |  |
| Azzimonti 10’, 42’ Miotti 75’ | Marcatori |  |

| Arbitro: | A.Gama (Milano) |

|                |           |                 |
| Mainardi I 55’ | Marcatori | 31’, 80’ Varese |

| Arbitro: | Muttoni (Treviglio) |

|                                              |           |  |
| Lombardi 20’ Puerari III 35’ Bonzio 50’, 65’ | Marcatori |  |